# Bleggio Superiore
Bleggio Superiore (Blécc de Sóra in dialetto locale) è un comune italiano di 1 543 abitanti della provincia autonoma di Trento in Trentino-Alto Adige. Si tratta di un comune sparso avente sede nella frazione Santa Croce del Bleggio.

## Origini del nome
Il nome della frazione capoluogo Santa Croce deriva dalla presenza nella chiesa parrocchiale della "Santa Croce del Bleggio", croce di legno ritenuta per fede popolare taumaturgica e quindi in grado di concedere grazie miracolose ai devoti che la invochino, come risulta da numerosi quadretti "ex voto" nella chiesa parrocchiale. Parte dello sviluppo edilizio della frazione capoluogo si sta svolgendo sul territorio del comune di Comano Terme (già prima Bleggio Inferiore).
Il Bleggio era una delle "Sette Pievi delle Giudicarie" che per secoli hanno operato in sintonia con una certa autonomia dal Principe Vescovo di Trento, alla cui autorità erano sottoposte e che purtuttavia esercitava invece un dominio diretto su singoli territori delle Valli Giudicarie, come il Castello di Stenico nel vicino territorio del Banale.

## Storia

### Simboli
Stemma
Lo stemma comunale è stato approvato con D.P.G.P. di Trento n. 652 del 2 febbraio 1990 e riprende l'emblema concesso al comune unico di Bleggio nel 1929.
Gonfalone

## Monumenti e luoghi d'interesse

### Architetture religiose
- Pieve di Santa Croce del Bleggio, nella frazione di Santa Croce.
- Chiesa di Santa Maria e dei Santi Faustino e Giovita, nella frazione di Cavrasto.
- Chiesa di Sant'Antonio Abate nel paese di Bivedo.
- Chiesa di Santa Giustina, nella frazione di Balbido.
- Chiesa di San Luigi Gonzaga, nella frazione di Balbido.
- Chiesa di San Rocco, nella frazione di Cavaione.
- Chiesa dell'Annunciazione di Maria, nella frazione di Rango.

## Società

### Evoluzione demografica
Abitanti censiti

## Geografia antropica

### Variazioni
Nel 1928 il comune viene soppresso e i suoi territori aggregati al comune di Bleggio; nel 1947 il comune viene ricostituito (censimento 1936: pop. res. 1 794).

### Frazioni

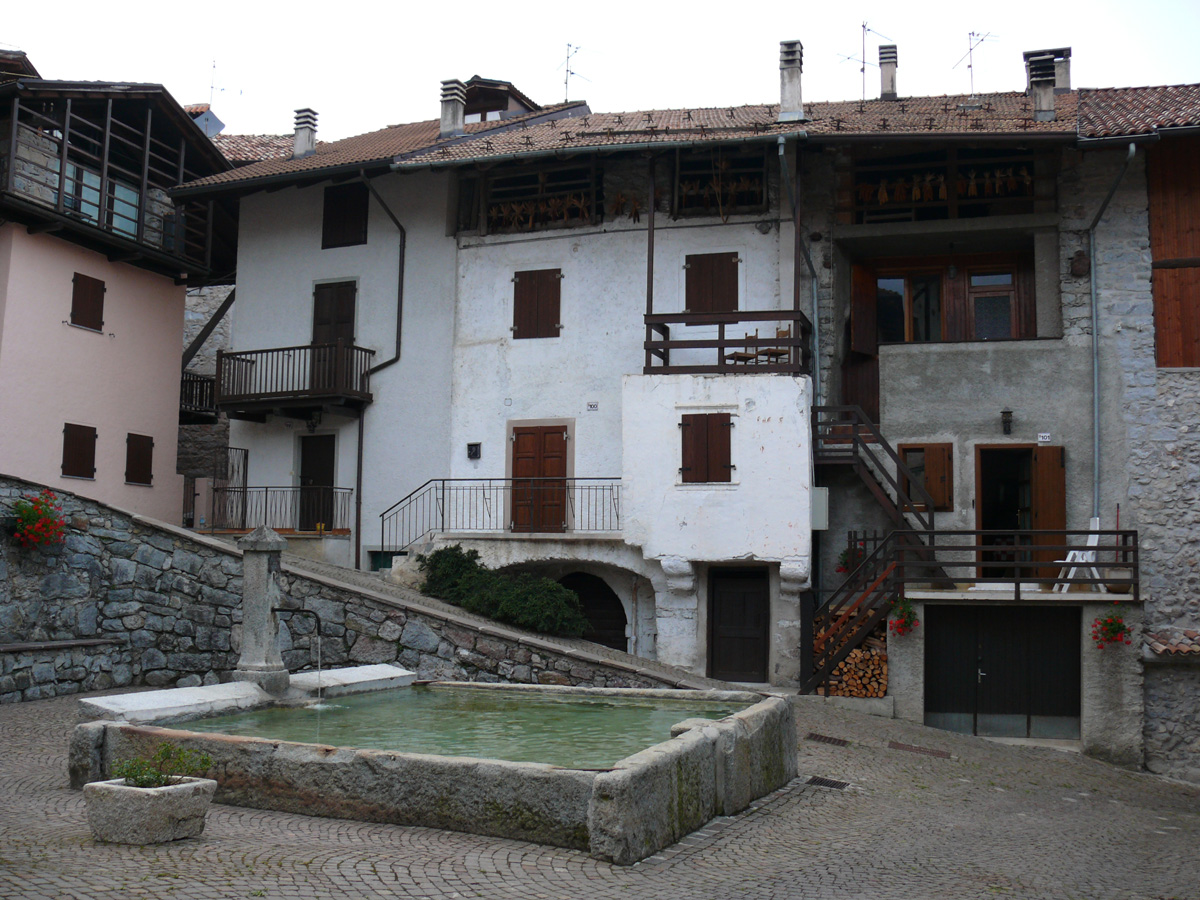
Piazzetta della fontana nella frazione di Rango

Le singole frazioni derivano da tipici masi alpini del Trentino costituiti da una o due famiglie, sovrappopolatisi con lo sviluppo demografico di fine ottocento/inizi Novecento, ed ora in fase di progressiva riduzione della popolazione dalla metà del Novecento.

#### Quadra
Quadra indica un'antica suddivisione amministrativo-giuridica diffusa nell'Italia settentrionale e il riferimento locale riguarda l'insieme dei paesi di Bivedo (Buè), Larido (Larì), Marazzone (Maración) e Cavaione (Cavajón) tutti nel comune di Bleggio Superiore. Altre frazioni sono: Santa Croce (La Pièf), Madice (Màdes), Cavrasto (Caveràst-Cavràst), Marcè, Cornelle (Cornèle), Balbido (Balbì), Rango (Rangh). Riguardo ai singoli paesi della Quadra si ricordano numerosi incendi sul finire dell'Ottocento che distrussero gran parte delle abitazioni; tra questi quello di Bivedo del 20 ottobre 1879, quello di Marazzone del 14 maggio 1893 Archiviato l'11 gennaio 2013 in Internet Archive. e quello di Cavaione del 14 luglio 1894. Pure l'abitato di Rango fu totalmente distrutto da incendi, il primo nel 1780 e il più recente il 17 novembre 1884. I tetti erano ancora di paglia e solamente una casa, la canonica,  fu risparmiata dalle fiamme in quanto distaccata dal centro del borgo (fonte: diario di famiglia residente e originaria di Rango)

#### Madice di Bleggio
Madice di Bleggio (Mades) era in antichità un tipico maso alpino di proprietà di due famiglie, Bonomi e Peregrinati (quest'ultima oggi estinta). Nel corso del XIX secolo successivi frazionamenti hanno portato ad una parcellizzazione della proprietà fondiaria, oggi estremamente frantumata, così come è successo in tutta la zona. Conta oggi 110 abitanti circa. È priva sia di chiesa che di cimitero, per i quali fa riferimento alla vicina frazione di Santa Croce del Bleggio.
Madice prende il nome dalla prima famiglia, cioè quella dei "de madici" che vivevano nella "ca de goma" ancora presente nel paese.

## Amministrazione
| Periodo | Periodo   | Primo cittadino   | Partito      | Carica  | Note |
| ------- | --------- | ----------------- | ------------ | ------- | ---- |
| 2010    | 2020      | Alberto Iori      | lista civica | Sindaco |      |
| 2020    | in carica | Flavio Riccadonna | lista civica | Sindaco |      |